# 観世元雅
観世 元雅（かんぜ もとまさ、 応永元年（1394年）、あるいは応永8年（1401年）頃 - 永享4年8月1日（1432年8月26日））は、室町時代の能作者・猿楽師。通称は十郎。初名は元次とも。法諱は善春。世阿弥の長男とされ、弟に『申楽談儀』を著した観世元能がいる。

## 生涯
猿楽を洗練し、能を大成した祖父・観阿弥、父・世阿弥に続く観世座の三代目として生を受ける。世阿弥は前に、甥に当たる三郎元重（後の音阿弥）を養子にしていたらしく、幼少期の元雅はこの義兄とともに、父の指導の下、将来の後継者候補として芸を磨いていたと思われる。
応永25年（1418年）、世阿弥は自著『風姿花伝』の一部である「花伝第七別紙口伝」を「元次」に相伝している。この元次は他に記録に名が見えないため、元雅の前名とするのが一般的であるが、元雅の兄とする説、世阿弥の弟である四郎（音阿弥の父）とする説、音阿弥の共演者として記録に名の見える「観世五郎」と同一人物視する説もある。
応永29年（1422年）頃、観世大夫の座を父から譲られたとされる（但し、後世の観世流は元雅を歴代に数えない。もっとも、世阿弥もまだまだ健在であり、若年の元雅はその補佐を受け、また世間でも観世座の中心人物は依然として世阿弥と見做していたらしい。確かな演能記録としては、応永34年（1427年）および永享元年（1429年）に興福寺の薪猿楽に参勤、正長元年（1428年）醍醐寺清滝宮の祭礼猿楽、永享元年の室町御所笠懸馬場での猿楽、永享4年の将軍御所での能などへの出演が知られている。なお、永享元年の薪猿楽では「放生川」を、同年の笠懸馬場では音阿弥とともに多武峰様立合猿楽で「一谷先陣」を舞っている。
元雅は世阿弥に劣らぬ名人であったが、そのキャリアは、実力に見合う華々しいものではなかった。というのも、世阿弥父子から独立した活動を見せていた音阿弥が、将軍足利義教の寵愛を一身に受けていたためである。音阿弥を偏愛する義教によって、永享元年に既に決まっていた仙洞御所での演能を中止させられるなど、世阿弥・元雅は露骨な圧迫を受けることとなる。元雅はその状況下でも志を失わずに活動を続けたとみられ、大和吉野の天河大弁財天社に奉納した翁の面が現存している。しかし苦境から脱することが出来ず、その才能を十分に発揮できないまま、30歳代で巡業先の伊勢安濃津で急死した。
死因については、前述の天河社、また伊勢はともに当時南朝の勢力が強かった地であったことから、晩年の彼が南朝側に近かったとし、その結果政治的対立に巻き込まれて暗殺されたとする説もある。いわゆる「上嶋家文書」では「斯波兵衛三郎」によって暗殺されたとしている。
若年ながら世阿弥をして「子ながらも類なき達人」「祖父にも越えたる堪能」と絶賛され、「道の秘伝・奥義ことごとく記し伝へつる」「道の奥義を極め尽くす」最良の後継者であった。遺された作品からも非凡な才能を持っていたことが窺えるだけに、三十代半ばという「盛りの極み」に死去したことが惜しまれ、彼が長命であったならその後の能はより多様な展開を迎えただろうとさえ言われている。
一子があり、後に観世十郎大夫を名乗って猿楽師として活躍した。その子も猿楽役者であったらしいが、この元雅の孫を以って世阿弥の男系直系は絶えたらしい（越智観世を参照）。

## 父との関係
『申楽談儀』（第3段）には、元雅作の「隅田川」の演出をめぐって父と意見の対立があったことが記されている。この作品のクライマックスでは、子を喪った母の前に一瞬その亡霊が現れるが、元雅が実際に子方（子役）を舞台に上げてその亡霊を演じさせることを主張したのに対し、世阿弥は子方を出さない演出を提案した。元雅は父の演出を「えすまじき（そんなことはとても出来ない）」と強く否定している。
また江戸時代成立の『四座役者目録』は元雅の項で、
十郎元雅 世阿ノ子也。音阿以前也。ヲチト云。越智ト、カ様ニ書タルアリ。大和ノ越智ト云所ニ住居ノ故ト也。世阿弥勘当シ、不和也。能ヲ作リタル人ト也。ヲチト云事、世阿弥ト不和ニテ、関東ヘ落下タル故ト云節（説）有。……
と記し、また世阿弥の項では、
……世阿ノ聟禅竹ヲ、我子ノ十郎太夫ヨリ崇敬シ、禅竹ニ能謡ヲ好ク被教候ニヨリ、公方ノ御意ニ違、佐渡ノ国ヘ配流セラレ……
と、元雅は父との不和から勘当されて関東に落ち逃び、一方の世阿弥は女婿の金春禅竹を寵愛し、実子を軽んじたあまりに佐渡へ流罪となったという伝承を紹介している。この伝承の内容自体には真実性がないが、いずれにせよ「隅田川」のエピソードも含め、父子にはともに傑出した能楽師として、一種の緊張関係があったことが窺える。
一方で世阿弥が、次代の観世大夫として彼に強く期待していたことは間違いない。事実世阿弥の『風姿花伝』に次ぐ能楽論『花鏡』は観世座の後継者である元雅のために書かれているほか、贈与先の書かれていない多くの伝書も、多く元雅に託されたものと考えられている。また元雅もそれに応え、晩年には「得法」即ち悟りの境地にまで至っていたという。しかし元雅は結局夭逝し、世阿弥は元雅の死をいたんで『夢跡一紙』を書いた。七十を越えて後継者を失ったことは、世阿弥にとっては致命的痛恨事であり、その死の翌年、失意のうちに世阿弥は佐渡に流罪となる。

## 作品
元雅の能は、祖父観阿弥のドラマ性と、父世阿弥の幽玄をあわせもつ優美な作風で、さらに元雅独自の新味が加わって、その異才を示しており、世阿弥の共同幻想的な救いを否定して実存哲学的な不安にまで達しているとする声もある。以下の作品が元雅作と考えられる。
- 隅田川
- 弱法師
- 重衡
- 歌占
- 盛久
- 吉野山

ほか、「朝長」「維盛」「経盛」なども元雅作の可能性が高いと考えられている。

## 越智観世
越智観世、または越智観世座とは、元雅の子「十郎大夫」を初代とし、室町時代中期から戦国時代にかけて活動した、観世座の分派。大和を根拠地とし、特に三世十郎大夫が越智氏の庇護の下で活動したため、後世この名で呼ばれている。
音阿弥の系譜が以後観世大夫を継承していく中、観世座内において半独立したグループとして活動した。『四座役者目録』などはこの越智観世の初代を元雅としている。しかし元雅が不遇の中で地方巡業に活路を見出したのは事実であったが、それが独立したグループ「越智観世」となったのは元雅の死後のことであり、越智観世初代「観世十郎大夫」は、元雅ではなく、同名の息子であると現在では考えられている。
この元雅の遺児観世十郎は、文安4年（1447年）6月24日に東大寺八幡宮の社前で元服祝賀の能を演じたことが記録に残っており、元雅逝去時は5歳にもならぬ幼児だったらしい。そのため元雅の死後、世阿弥直系の座は一度破滅を見ていたが、この十郎大夫の成長に従い、元雅の弟元能（『申楽談義』の筆記者）とその息子・三郎、また観世座に近い有力な猿楽師であった十二家などの後援を受け、父祖ゆかりの大和の地を根拠に活動したと考えられている。
十郎については、康正元年（1457年）興福寺大乗院で音阿弥とともに薪猿楽に出演、寛正6年（1465年）足利義政が南都を訪れるにあたっての四座立合能では観世方の一員として「鶴次郎」を演じ、文明11年（1479年）には興福寺中院で演能と、いずれも奈良での活動が記録に残っている。またこうした観世座の一員としての活動に留まらず、文明9年3月には近江東部の百済寺で勧進能を興行し、寛正5年、文明13年にも地方興行を行うなど、京を中心とした音阿弥の座に対し、独自の活動を見せている。
また当時の文献に十郎を指して「惣領ノ藤若観世大夫」という文言が見え、大和猿楽の伝統的な後援者である興福寺がこの十郎を観世家の嫡流と見做していたこと、また十郎も祖父・世阿弥の幼名たる「藤若」を襲名していたことが分かる。またいくつかの謡曲を作っていたらしい。
十郎が文明15年（1483年）2月、50代で世を去ったことで、一時越智観世座は崩壊するが、14年後の明応6年（1497年）にはその子が薪能に出演している。この二代目についてはこれ以外の記録が残っていないが、彼の代で元雅の血統は絶えたと見られる。
その没後、六世観世大夫・元広が次男に越智観世家を再興させた。この三代目十郎大夫は越智氏の庇護を受け、越智大夫と呼ばれた。後に元雅系の座を「越智観世」と称したのは、これに由来するらしい。この三世十郎大夫は駿河に下向して今川氏に保護されて、駿河十郎大夫とも呼ばれる。徳川家康の能の師となり、元雅以来伝えられてきた『風姿花伝』『申楽談儀』などの世阿弥伝書を家康に献上した。また彼を通じて、宗家にもこれらの伝書は渡った。七世大夫は三男の観世宗節がなり、謡伝書を書写相伝し広めた。
程なくして越智観世は消滅したものの、観世座が徳川家に近付くきっかけを作り、世阿弥の著作を後世に伝えるなど、歴史上重要な役割を果たしたといえよう。